# Dąb esperantystów w Sopocie
Dąb esperantystów w Sopocie – ZEO, pamiątkowy dąb szypułkowy honorujący ruch esperantystów, rosnący w Dolinie Świemirowskiej w Sopocie.

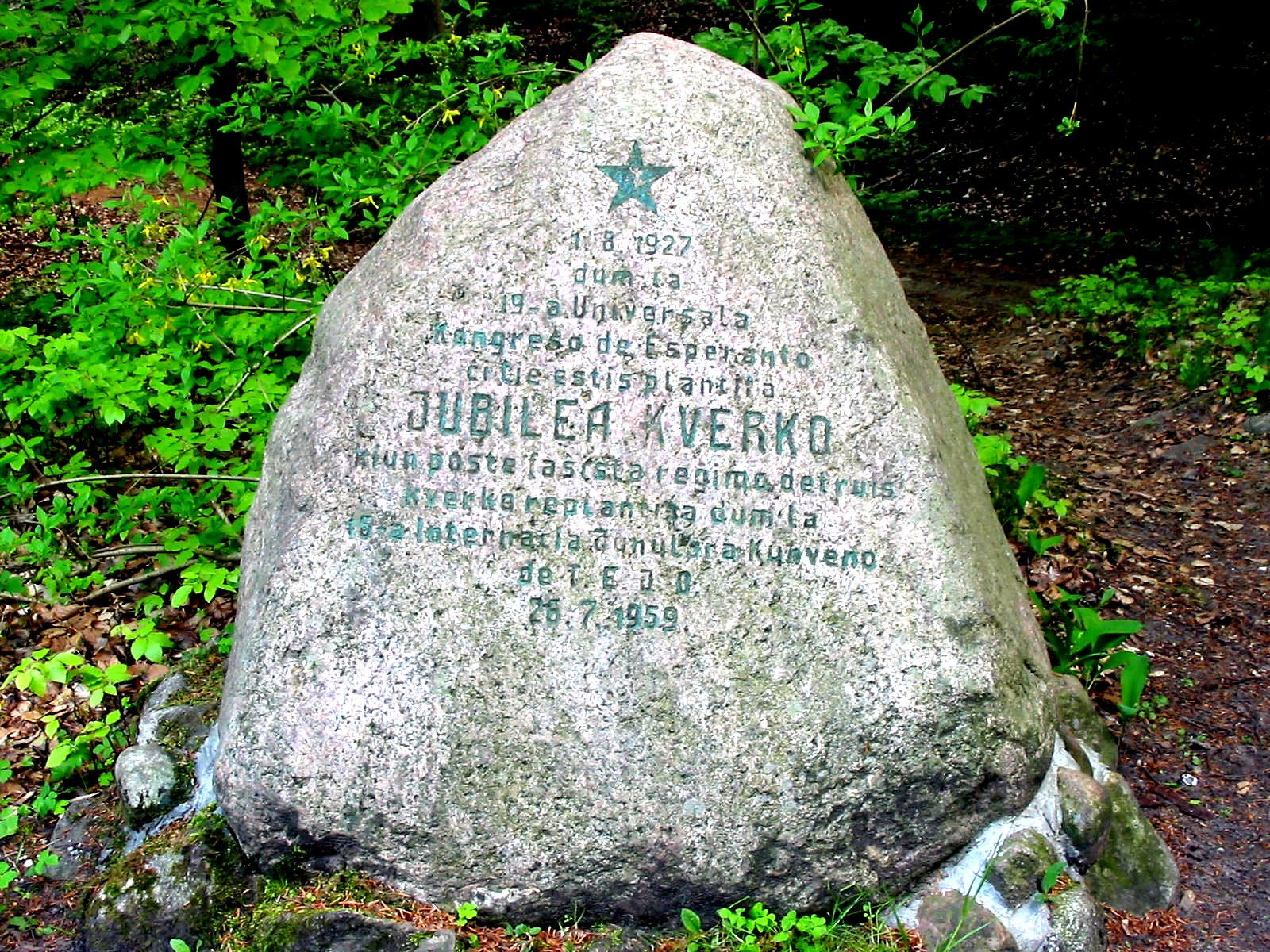
Głaz pamiątkowy z 1959 roku

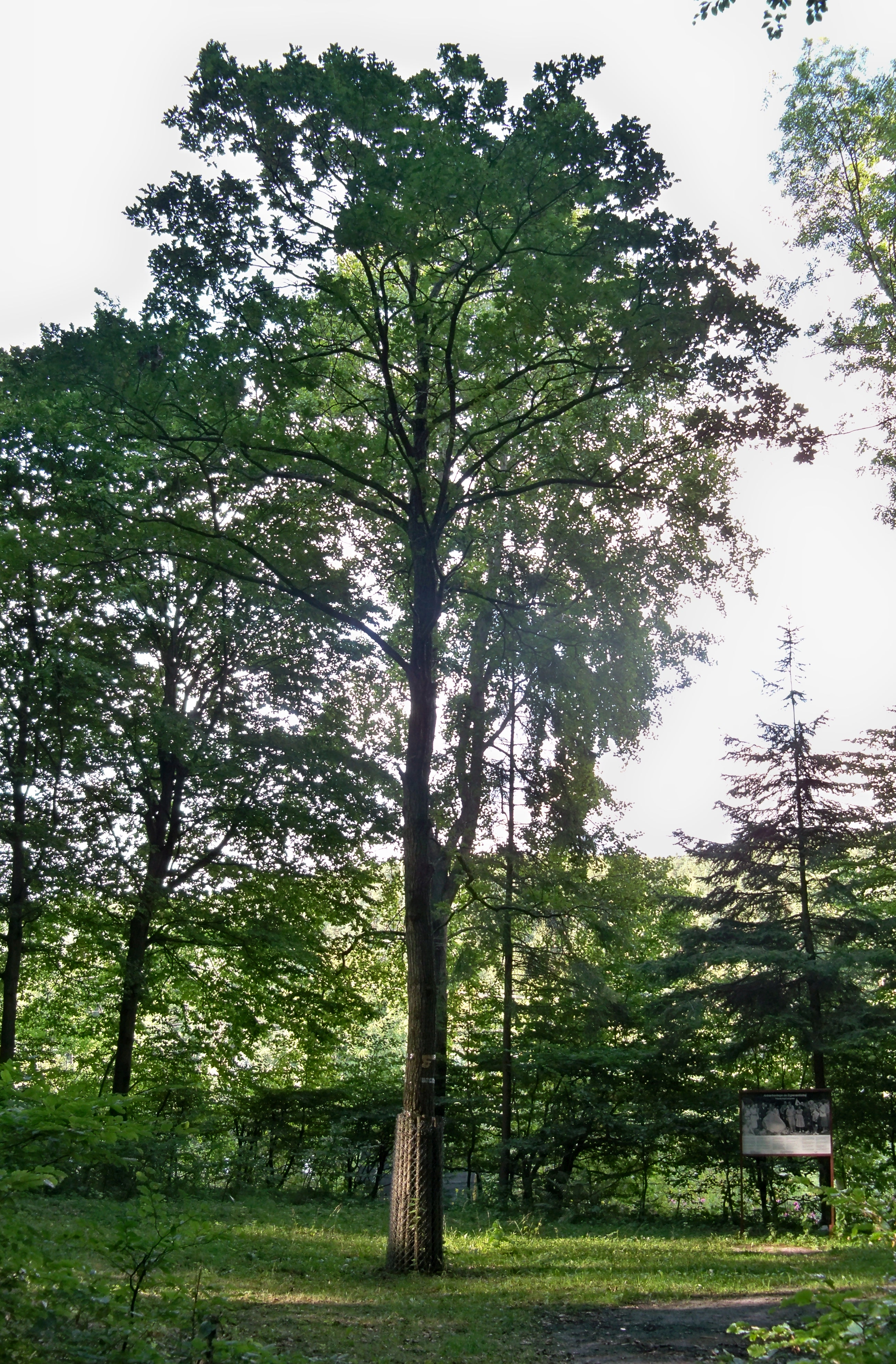
Drugi dąb (stan w 2014 roku)

## Pierwszy dąb
Pierwszy dąb upamiętniający 40-lecie powstania esperanta posadzono na polanie na skraju Lasów Oliwsko-Darżlubskich w pobliżu sopockiej ulicy Mikołaja Reja podczas XIX Światowego Kongresu Esperanto w Gdańsku w 1927 roku. Drzewko posadzono w zmieszanej ziemi przywiezionej przez uczestników zjazdu z różnych krajów. Obok dębu ustawiono głaz pamiątkowy z tablicą w języku niemieckim i esperanto. 
W 1938 roku w Wolnym Mieście Gdańsku władzę przejęła NSDAP. Naziści usunęli zarówno pamiątkowy głaz, jak i dąb. 

## Drugi dąb
W 1959 roku (w setną rocznicę urodzin Ludwika Zamenhofa) kongres esperantystów odbył się w Warszawie. W tym samym roku w Gdańsku odbył się XV Międzynarodowy Zjazd Młodzieży Esperanckiej i z tej okazji na tej samej polanie posadzono nowy dąb szypułkowy i postawiono nowy głaz pamiątkowy. Na głazie wyryty jest napis w języku esperanto opisujący historię pierwszego i drugiego dębu.

1.8.1927 dum la 19-a Universala Kongreso de Esperanto ci tie estis plantita JUBILEA KVERKO kiu poste fasista regimo detruis. Kverko replantita dum la 15 -a Internacia Junulara Kunveno de T. E. J. O. 26.7.1959

(pl. 1 sierpnia 1927 podczas 19. Światowego Kongresu Esperanto tutaj został zasadzony DĄB JUBILEUSZOWY, który później faszystowski reżim zniszczył. Dąb posadzono powtórnie podczas 15. Międzynarodowego Spotkania Młodzieży TEJO Ogólnoświatowej Organizacji Młodzieży Esperanckiej 26 lipca 1959)

## Położenie
Polana esperantystów z pamiątkowym głazem i dębem znajduje się w południowej części Dolinie Świemirowskiej, w pobliżu ulicy Reja w Sopocie. Jest ona punktem szlaków spacerowych oznakowanych przez sopocki oddział PTTK „Saren” i „Lisów”. Leży też na dłuższym szlaku PTTK – zielonym Szlaku Skarszewskim.